# Johan Heinrich Georg Irminger
Johan Heinrich Georg Irminger, född den 2 mars 1798, död den 30 januari 1854, var en dansk överste, bror till Carl Irminger, far till Valdemar Irminger.
Irminger var 1840-48 adjutant hos kung Kristian VIII och förde 1849 en bataljon under Fredericias belägring, ledde med framgång ett nattligt utfall (30 juni) och övertog 6 juli kommandot över Olaf Ryes brigad, sedan denne stupat. År 1850 förde han en brigad i slaget vid Isted och intog byn Isted, varigenom slaget avgjordes. Sedan ogillade han däremot, att Hans Helgesen hårdnackat försvarade Frederiksstad. Irminger införde bajonettfäktningen i den danska hären.

## Utmärkelser
- Dannebrogsmännens hederstecken,  1829[3]
- Kommendör av Dannebrogorden,  1850[3]

[Redigera Wikidata]